# La potranca
La potranca es una película en blanco y negro de Argentina dirigida por Román Viñoly Barreto sobre su propio guion escrito en colaboración con Raúl Valverde San Román según una obra de Francisco Muñoz Azpiri que se estrenó el 8 de septiembre de 1960 y que tuvo como protagonistas a Mario Lozano, Maruja Montes, Guillermo Battaglia y Rolando Chaves.

## Sinopsis
En las islas del Delta del Paraná, una mujer es codiciada por los hombres del lugar.

## Reparto
- Mario Lozano
- Maruja Montes
- Guillermo Battaglia
- Rolando Chaves
- Néstor Deval
- Oscar Orlegui
- Roberto Blanco

## Comentarios
King afirmó:

”Pudo ser pero no fue…es una muy simple película.”

En su crónica Tiempo de Cine dijo:

”Recomendamos seriamente un tratamiento psicoanalítico a Román Viñoly Barreto. Nadie se salva del naufragio.”

Por su parte, Manrupe y Portela escriben:

”¿ Influencias de Bo-Sarli en Viñoly Barreto ? Nunca se sabrá, pero el resultado es un film menor de lugares y asuntos remanidos.”